# Turó de Montcada
El Turó de Montcada és una muntanya de 273 metres que es troba al municipi de Montcada i Reixac, a la comarca del Vallès Occidental.
Aquest cim està inclòs a la llista dels 100 cims de la FEEC.

## Història
L'any 1917 s'hi instal·là una fàbrica de ciment de l'empresa Asland, actualment propietat de Lafarge, que extreu la matèria primera del turó. L'activitat de la cimentera va suposar que l'alçada del turó passés dels 300 als 273 metres d'altitud actuals, així com la desaparició d'algunes coves, un poblat ibèric, l'ermita de la Mare de Déu de Montcada i les ruïnes del castell de la família dels Montcada per esllavissades del terreny l'any 1939. L'any 2013, amb l'explotació ja finalitzada, es va proposar la restauració de la pedrera, recuperant-la ecològicament i paisatgística. Amb aquest objectiu, l'empresa Lafarge va signar un conveni amb el Fons Mundial per a la Natura WWF-Estat espanyol.

## Mineralogia

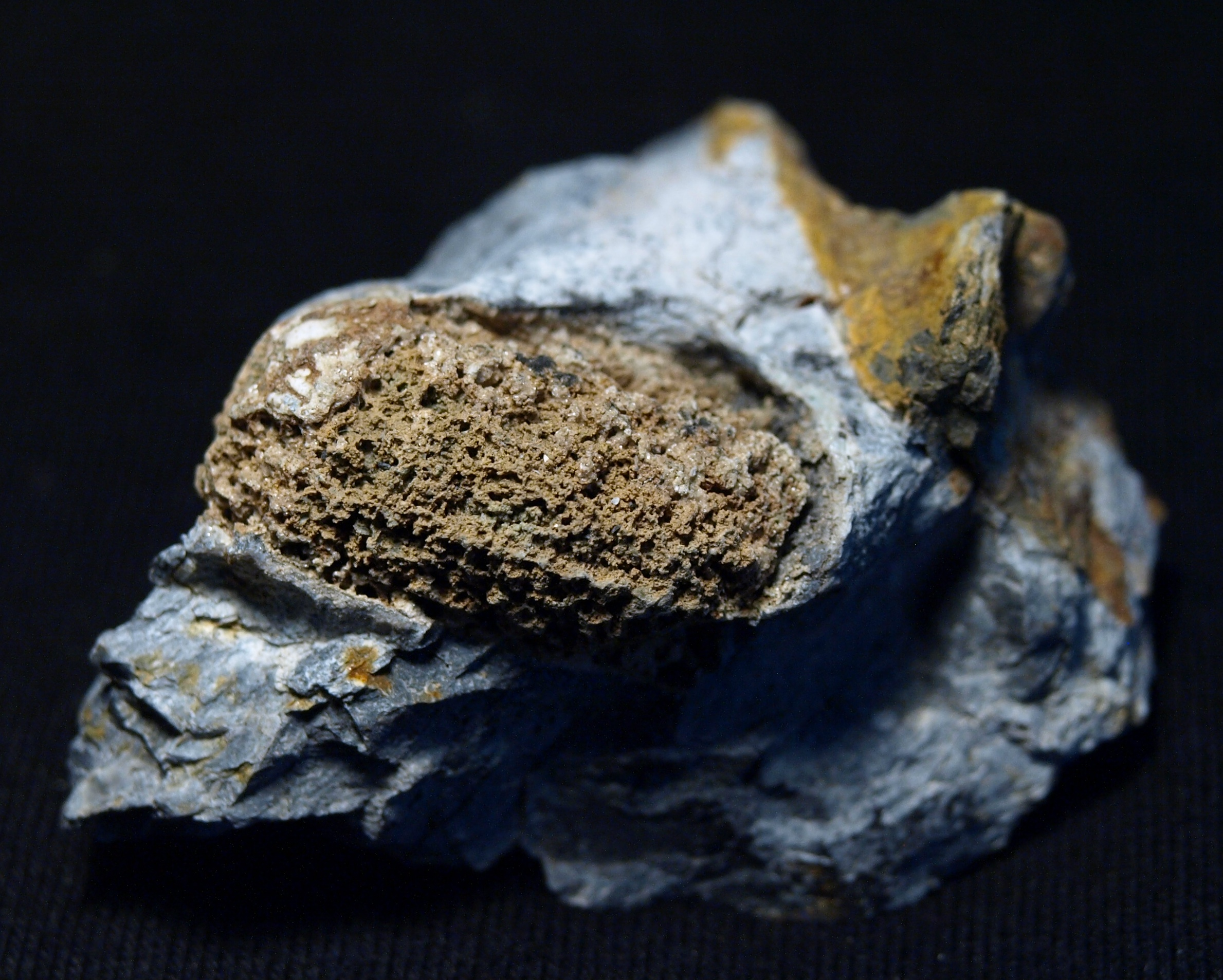
Calcioferrita del Turó de Montcada

A la pedrera on s'extreia el material que explotava l'antiga cimentera Asland, s'hi van trobar mineralitzacions de molts tipus, molt interessants en l'aspecte mineralògic. La zona mineralitzada es concentrava a la part mitjana-baixa de la pedrera, on afloraven les pissarres del Silurià, juntament amb les calcàries. També s'hi trobaven nivells de lidites, fil·lites grises, margues del Caradocià i pissarres plàstiques amb nòduls de fosforita. Són famosos els fosfats d'aquesta pedrera, que van ser descoberts l'any 1995 per membres del Grup Mineralògic Català, ja que se'n van identificar nombroses espècies. Entre 1996 i 1999 sorgiren grans vetes de variscita de què es van recollir excel·lents exemplars. Aquests, una vegada polits, van ser emprats en joieria. També se'n van trobar nombrosos exemplars de montgomeryita, calcioferrita i altres minerals del grup de l'apatita, principalment carbonatofluorapatita. L'any 2004 es va trobar una bossa de mineralitzacions de coure: crisocol·la, libethenita, pseudomalaquita, malaquita i atzurita. D'aquest jaciment destaca la jarosita, per la seva abundància, i l'alumohidrocalcita, pel seu interès mineralògic.
La paragènesi de la pedrera del Turó és força variada:
- Minerals elementals: grafit.
- Sulfurs: calcopirita, marcassita i pirita.
- Òxids i hidròxids: gibbsita, goethita, òpal, pirolusita i quars.
- Carbonats: alumohidrocalcita, ankerita, aragonita, atzurita, calcita, dolomita, huntita, magnesita, breunnerita, malaquita i siderita.
- Sulfats: aluminocopiapita, alunita, natroalunita, calcantita, jarosita, natrojarosita i melanterita.
- Fosfats: beraunita, calcioferrita, carbonatofluorapatita, carbonatohidroxilapatita, crandallita, delvauxita, evansita, fosfosiderita, koninckita, libethenita, metavariscita, montgomeryita, pseudomalaquita, strengita, tinticita, variscita i whitlockita.
- Silicats: al·lòfana, crisocol·la, halloysita i montmorillonita.